# Sparwood
Sparwood es un municipio distrital canadiense situado en la provincia de Columbia Británica.

## Superficie
Sparwood tiene una superficie de 191,3 km².

## Demografía
En 2021, tenía 4148 habitantes, una densidad poblacional de 21,7 hab./km², y 2183 viviendas.